# Michael Eavis
Sir Athelstan Joseph Michael Eavis (17 ottobre 1935) è un lattaio inglese, famoso per aver creato il festival di Glastonbury.

## Biografia
Fu educato alla Wells Cathedral School, ed in seguito al Thames Nautical Training College, dopo il quale entrò a far parte della marina mercantile. Nel 1958 suo padre, un predicatore metodista, morì ed Eavis ereditò la fattoria di Pilton, nel Somerset. Nel 1969 lui e sua moglie Jean Eavis parteciparono al Bath Blues festival, e ispirati da questo, decisero di ospitare un festival gratuito l'anno successivo che si trasformò successivamente nel festival di Glastonbury come viene conosciuto oggi.
Jean morì nel 1999 e da quel momento sua figlia Emily entrò a far parte dell'organizzazione dell'evento. Con la sua terza moglie, e anche con sua madre, Michael rimase un fedele praticante metodista. Sua moglie, Ruth, vive ancora a Pilton, Somerset.
Alle elezioni del 1997 diventò candidato per il partito dei Partito Laburista nella circoscrizione elettorale del Wells, guadagnando 10.204 voti, che per molti anni rimase il miglior risultato ottenuto dal partito. Tuttavia suggerì ai votanti laburisti disillusi che avrebbero dovuto dare il loro voto al Green Party (Verdi) per protesta contro la guerra in Iraq.
Nel novembre 2006 fu messo a capo del Somerset Chamber of Commerce and Industry. Eavis possiede due lauree honoris causa conferitegli dall'università di Bath (2004) e dall'università di Bristol (2006). Ottenne inoltre il titolo di Commendatore (CBE) dalla regina Elisabetta nel 2007.